# Краткие прусские анналы
Краткие прусские анналы (нем. Kurze preussiche Annalen) — анналы составленные неизвестным по имени автором ок. сер. XIV в. Сохранились в рукописи 1514 г. Охватывают период с 1190 по 1337 гг. Сообщают сведения главным образом по истории Тевтонского ордена в Пруссии.

## Издания
- Kurze preussiche Annalen 1190—1335, herausgegeben von Ernst Strehlke // Scriptores rerum Prussicarum. Bd. 3. Leipzig. 1866.

## Переводы на русский язык
- Краткие прусские анналы в переводе В. Шульзингера на сайте Восточной литературы